# Tilmann Kleinjung
Tilmann Kleinjung (* 1971) ist ein deutscher Journalist.

## Karriere
Kleinjung studierte nach dem Abitur am Rhabanus-Maurus-Gymnasium St. Ottilien in München und Basel Evangelische Theologie. 1990 kam er zum Bayerischen Rundfunk. Er arbeitete anfangs vor allem als Reporter für die Redaktion Wirtschaft und Soziales. 2002 wechselte er als Redakteur in das Ressort Religion und Kirche. Zwischen 2010 und 2016 leitete er das ARD-Hörfunkstudios in Rom und war damit verantwortlich für die Berichterstattung aus Italien, dem Vatikan und Malta. Nachdem er zwischenzeitlich die Leitung der Redaktion Religion und Orientierung übernommen hatte, kehrte er im Herbst 2024 in das ARD Studio Rom zurück, wo er Anja Miller beerbte und fortan als Chefkorrespondent und Studioleiter tätig ist.

## Auszeichnungen
Für ein Feature über die traumatisierenden Folgen des Tsunami im Indischen Ozean wurde Kleinjung 2006 gemeinsam mit Cornelia Klaila mit dem Katholischen Medienpreis ausgezeichnet.

## Veröffentlichungen
- Liebe Schwester: Trauern nach einem plötzlichen Tod, München: Buch & Media, 2014 (mit Cornelia Klaila)